# إليزابيث رييس
إليزابيث رييس (بالإسبانية: Elisabeth Reyes)‏ هي عارضة إسبانية، ولدت في 25 مارس 1985 في مالقة في إسبانيا.

## وصلات خارجية
- إليزابيث رييس على موقع IMDb (الإنجليزية)
- إليزابيث رييس على موقع دليل عارضات الأزياء (الإنجليزية)